# 雅基马太阳穹顶球馆
雅基马太阳穹顶球馆（英語：Yakima SunDome）位于华盛顿州的雅基马市，是一个应有6,195个固定座位的多功能综合性室内球馆。球馆建于1990年，作为华盛顿州中部的一些商品交易会的承办地用途，在交易会期间也有提供展览会服务，球馆也是美国大陆篮球协会球队雅克玛太阳王的主场。
太阳穹顶球馆最初名为皇后穹顶球馆（QueenDome），他有一个姊妹球馆就是著名的西雅图圆顶体育场（Kingdome）。